# Puchar Wysp Owczych w piłce nożnej (2015)
Puchar Wysp Owczych w piłce nożnej mężczyzn 2015 – 61. edycja rozgrywek mających na celu wyłonienie zdobywcy Pucharu Wysp Owczych. Tytuł obronił klub Víkingur Gøta, czym uzyskał prawo gry w kwalifikacjach Ligi Europy UEFA sezonu 2016/2017.

## Uczestnicy
W Pucharze Wysp Owczych wzięły udział drużyny ze wszystkich poziomów ligowych na archipelagu. Zespoły z 2. deild oraz 3. deild musiały wziąć udział w fazie wstępnej, podczas gdy pozostałe kluby zaczęły od rundy eliminacyjnej.
| Grający od rundy eliminacyjnej | Grający od rundy eliminacyjnej                                 | Grający od rundy wstępnej         | Grający od rundy wstępnej |
| Effodeildin 2015 10 drużyn | 1. deild 2015 5 drużyn                                         | 2. deild 2015 2 drużyny           | 3. deild 2015 1 drużyna   |
| - AB Argir - B36 Tórshavn - EB/Streymur - FC Suðuroy - HB Tórshavn - ÍF Fuglafjørður - KÍ Klaksvík - NSÍ Runavík - TB Tvøroyri - Víkingur Gøta | - 07 Vestur - B68 Toftir - B71 Sandoy - MB Miðvágur - Skála ÍF | - FF Giza/FC Hoyvík - Royn Hvalba | - Undrið FF               |

## Terminarz
| Runda              | Data pierwszego meczu      | Data drugiego meczu | Uwagi                                                      |
| ------------------ | -------------------------- | ------------------- | ---------------------------------------------------------- |
| Runda wstępna      | 28 marca i 1 kwietnia 2015 | nie rozgrywa się    | Udział rozpoczęły drużyny z 2. i 3. deild 2014             |
| Runda eliminacyjna | 6 kwietnia 2015            | nie rozgrywa się    | Udział rozpoczęły drużyny z Formuladeildin i 1. deild 2014 |
| Ćwierćfinał        | 22 kwietnia 2015           | nie rozgrywa się    |                                                            |
| Półfinał           | 21 maja 2015               | 3 czerwca 2015      |                                                            |
| Finał              | 29 sierpnia 2015           | nie rozgrywa się    |                                                            |

## Runda wstępna
| Drużyna 1       | Wynik | Drużyna 2         |
| --------------- | ----- | ----------------- |
| 28 marca 2015   |       |                   |
| Royn Hvalba     | 0:1   | 07 Vestur         |
| 1 kwietnia 2015 |       |                   |
| Undrið FF       | 0:5   | FF Giza/FC Hoyvík |

| 18 marca 2015 | Royn Hvalba                                                                                 | 0:1   | 07 Vestur                                       |                                                                          |
| 15:00 WET     |                                                                                             | (0:1) | 45' Torstein Mýlingstind                        | á Skørðunum, Hvalba Widzów: 45 Sędzia: Hallur Christiansen (TB Tvøroyri) |
| 15:00 WET     | Signar Olsen 26' · Kristian Bertholdsen 63' · Chris Craib 80' · Bjørgvin Sveinbjørnsson 88' | (0:1) | 67' Gunleif Olsen · 85' Sigtór Asbjørn Petersen | á Skørðunum, Hvalba Widzów: 45 Sędzia: Hallur Christiansen (TB Tvøroyri) |

| 1 kwietnia 2015 | Undrið FF                                 | 0:5   | FF Giza/FC Hoyvík                                                                                            |                                                                                       |
| 18:00 WET       |                                           | (0:3) | 21' Leivur Joensen · 25' Áki Dam Egholm · 41' Guttormur Patursson · 47' Bárður Mittelstein · 61' Ahmed Keita | Gundadalur (ovari vøllur), Thorshavn Widzów: 12 Sędzia: Ransin Djurhuus (HB Tórshavn) |
| 18:00 WET       | Ásbjørn Nattestad 33' · Janus Joensen 48' | (0:3) | | Gundadalur (ovari vøllur), Thorshavn Widzów: 12 Sędzia: Ransin Djurhuus (HB Tórshavn) |

## Runda eliminacyjna
| Drużyna 1       | Wynik | Drużyna 2         |
| --------------- | ----- | ----------------- |
| 6 kwietnia 2015 |       |                   |
| MB Miðvágur     | 0:3   | FF Giza/FC Hoyvík |
| B36 Tórshavn    | 2:1   | TB Tvøroyri       |
| Víkingur Gøta   | 4:0   | B68 Toftir        |
| NSÍ Runavík     | 2:1   | FC Suðuroy        |
| ÍF Fuglafjørður | 5:0   | B71 Sandoy        |
| 07 Vestur       | 1:2   | AB Argir          |
| EB/Streymur     | 3:2   | KÍ Klaksvík       |
| HB Tórshavn     | 1:0   | Skála ÍF          |

| 6 kwietnia 2015 | MB Miðvágur | 0:3   | FF Giza/FC Hoyvík                                                  |                                                                          |
| 14:00 WEST      | | (0:0) | 52' Leivur Joensen · 72' Jóhan Restorff Jacobsen · 90' Ahmed Keita | MB-Arena, Miðvágur Widzów: 100 Sędzia: Bent Tommy Linklett (HB Tórshavn) |
| 14:00 WEST      | Bjarni Dalsgaard 38' · Tórður á Presttrøðni 60' · Jens Rasmussen 68' · Esmar P. Fagraberg 73' · Ingi Wiberg Joensen 83' | (0:0) | 32' Bogi Hermansen · 90' Jóhan Restorff Jacobsen                   | MB-Arena, Miðvágur Widzów: 100 Sędzia: Bent Tommy Linklett (HB Tórshavn) |

| 6 kwietnia 2015 | B36 Tórshavn               | 2:1   | TB Tvøroyri          |                                                                                    |
| 14:00 WEST      | Łukasz Cieślewicz 23', 28' | (2:0) | 79' Albert Adu       | Gundadalur (ovari vøllur), Thorshavn Widzów: 350 Sędzia: Lars Müller (Royn Hvalba) |
| 14:00 WEST      | Eli Nielsen 90'            | (2:0) | 76' Franck Odje Able | Gundadalur (ovari vøllur), Thorshavn Widzów: 350 Sędzia: Lars Müller (Royn Hvalba) |

| 6 kwietnia 2015 | Víkingur Gøta                                               | 4:0   | B68 Toftir |                                                                |
| 15:00 WEST      | Finnur Justinussen 29', 41', 81' (k.) · Magnus Jarnskor 89' | (2:0) |            | Serpugerði, Norðragøta Sędzia: Páll Augustinussen (FC Suðuroy) |
| 15:00 WEST      | 80' Ragnar Lindholm                                         | (2:0) |            | Serpugerði, Norðragøta Sędzia: Páll Augustinussen (FC Suðuroy) |

| 6 kwietnia 2015 | NSÍ Runavík                  | 2:1   | FC Suðuroy                                |                                                                   |
| 15:00 WEST      | Klæmint Olsen 4', 19'        | (2:1) | 41' Búi Egilsson                          | við Løkin, Runavík Widzów: 200 Sędzia: Eiler Rasmussen (AB Argir) |
| 15:00 WEST      | Pól Jóhannus Justinussen 66' | (2:1) | 21' Jón Krosslá Poulsen · 30' Heri Kjærbo | við Løkin, Runavík Widzów: 200 Sędzia: Eiler Rasmussen (AB Argir) |

| 6 kwietnia 2015 | ÍF Fuglafjørður                                                                               | 5:0   | B71 Sandoy |                                                                        |
| 15:00 WEST      | Clayton Nascimento 13' · Dánjal á Lakjuni 23' · Kristoffur Jakobsen 73', 87' · Andy Olsen 78' | (2:0) |            | Fløtugerði, Fuglafjørður Widzów: 200 Sędzia: Rúni Gaardbo (B68 Toftir) |
| 15:00 WEST      | Margeir Toftegaard 3' · Kristoffur Jakobsen 60'                                               | (2:0) |            | Fløtugerði, Fuglafjørður Widzów: 200 Sędzia: Rúni Gaardbo (B68 Toftir) |

| 6 kwietnia 2015 | 07 Vestur                                                               | 1:2   | AB Argir                                                                                 |                                                                     |
| 15:00 WEST      | Holgar Durhuus 89' (k.)                                                 | (0:1) | 38' Álvur Christiansen · 87' (k.) Dmitrije Janković                                      | Valloyran, Sandavágur Widzów: 200 Sędzia: Alex Troleis (B68 Toftir) |
| 15:00 WEST      | Sjúrður Ellefsen 36' · Sigtór Asbjørn Petersen 52' · Sølvi Egilsson 87' | (0:1) | 31' Rógvi Poulsen · 58' Nicolaj Eriksen · 59' Mikkjal Hentze · 65' Jógvan Andrias Nolsøe | Valloyran, Sandavágur Widzów: 200 Sędzia: Alex Troleis (B68 Toftir) |

| 6 kwietnia 2015 | EB/Streymur                                         | 3:2   | KÍ Klaksvík                              |                                                                          |
| 15:00 WEST      | Leif Niclasen 41' · Arnar Dam 45' · Brian Olsen 84' | (2:1) | 3' Sørmundur Kalsø · 81' Páll Klettskarð | við Margáir, Streymnes Widzów: 400 Sędzia: Petur Reinert (Víkingur Gøta) |

| 6 kwietnia 2015 | HB Tórshavn              | 1:0   | Skála ÍF                |                                                                                          |
| 17:00 WEST      | Alex José dos Santos 65' | (0:0) |                         | Gundadalur (ovari vøllur), Thorshavn Widzów: 300 Sędzia: Kári á Høvdanum (Víkingur Gøta) |
| 17:00 WEST      | Alex José dos Santos 34' | (0:0) | 88' Símun Petur Poulsen | Gundadalur (ovari vøllur), Thorshavn Widzów: 300 Sędzia: Kári á Høvdanum (Víkingur Gøta) |

## Runda finałowa

### Drabinka
|  |                           |                   |                                       |                                          |       |               |                        |          |  |  |       |       |       |
|  | Ćwierćfinał               | Ćwierćfinał       | Ćwierćfinał                           |                                          |       | Półfinał      | Półfinał               | Półfinał |  |  | Finał | Finał | Finał |
|  | Ćwierćfinał               | Ćwierćfinał       | Ćwierćfinał                           |                                          |       | Półfinał      | Półfinał               | Półfinał |  |  | Finał | Finał | Finał |
|  | 22.04.2015 – Fuglafjørður |                   |                                       |                                          |       |               |                        |          |  |  |       |       |       |
|  |                           |                   |                                       |                                          |       |               |                        |          |  |  |       |       |       |
|  | ÍF Fuglafjørður           | ÍF Fuglafjørður   | 3                                     |                                          |       |               |                        |          |  |  |       |       |       |
|  | ÍF Fuglafjørður           | ÍF Fuglafjørður   | 3                                     | 21.05./03.06.2015 – Norðragøta/Thorshavn |       |               |                        |          |  |  |       |       |       |
|  | Víkingur Gøta             | Víkingur Gøta     | 3                                     |                                          |       |               |                        |          |  |  |       |       |       |
|  | Víkingur Gøta             | Víkingur Gøta     | 3                                     |                                          |       | Víkingur Gøta | Víkingur Gøta          | 0/2/2    |  |  |       |       |       |
|  | 22.04.2015 – Thorshavn    |                   |                                       |                                          |       | Víkingur Gøta | Víkingur Gøta          | 0/2/2    |  |  |       |       |       |
|  |                           |                   | B36 Tórshavn                          | B36 Tórshavn                             | 1/0/1 |               |                        |          |  |  |       |       |       |
|  | B36 Tórshavn              | B36 Tórshavn      | B36 Tórshavn                          | B36 Tórshavn                             | 1/0/1 | 4             |                        |          |  |  |       |       |       |
|  | B36 Tórshavn              | B36 Tórshavn      |                                       |                                          |       | 4             | 29.08.2015 – Thorshavn |          |  |  |       |       |       |
|  | EB/Streymur               | EB/Streymur       | 0                                     |                                          |       |               |                        |          |  |  |       |       |       |
|  | EB/Streymur               | EB/Streymur       | 0                                     |                                          |       | Víkingur Gøta | Víkingur Gøta          | 3        |  |  |       |       |       |
|  | 22.04.2015 – Runavík      |                   |                                       |                                          |       | Víkingur Gøta | Víkingur Gøta          | 3        |  |  |       |       |       |
|  |                           |                   | NSÍ Runavík                           | NSÍ Runavík                              | 0     |               |                        |          |  |  |       |       |       |
|  | NSÍ Runavík               | NSÍ Runavík       | NSÍ Runavík                           | NSÍ Runavík                              | 0     | 2             |                        |          |  |  |       |       |       |
|  | NSÍ Runavík               | NSÍ Runavík       | 21.05./04.06.2015 – Runavík/Thorshavn |                                          |       | 2             |                        |          |  |  |       |       |       |
|  | AB Argir                  | AB Argir          | 2                                     |                                          |       |               |                        |          |  |  |       |       |       |
|  | AB Argir                  | AB Argir          | 2                                     |                                          |       | NSÍ Runavík   | NSÍ Runavík            | 1/1/2    |  |  |       |       |       |
|  | 21.04.2015 – Thorshavn    |                   |                                       |                                          |       | NSÍ Runavík   | NSÍ Runavík            | 1/1/2    |  |  |       |       |       |
|  |                           |                   | HB Tórshavn                           | HB Tórshavn                              | 0/0/0 |               |                        |          |  |  |       |       |       |
|  | FF Giza/FC Hoyvík         | FF Giza/FC Hoyvík | HB Tórshavn                           | HB Tórshavn                              | 0/0/0 | 1             |                        |          |  |  |       |       |       |
|  | FF Giza/FC Hoyvík         | FF Giza/FC Hoyvík |                                       |                                          |       |               |                        |          |  |  |       |       |       |
|  | HB Tórshavn               | HB Tórshavn       | 4                                     |                                          |       |               |                        |          |  |  |       |       |       |
|  | HB Tórshavn               | HB Tórshavn       | 4                                     |                                          |       |               |                        |          |  |  |       |       |       |

### Ćwierćfinały
| Drużyna 1         | Wynik            | Drużyna 2     |
| ----------------- | ---------------- | ------------- |
| 21 kwietnia 2015  |                  |               |
| FF Giza/FC Hoyvík | 1:4              | HB Tórshavn   |
| 22 kwietnia 2015  |                  |               |
| B36 Tórshavn      | 4:0              | EB/Streymur   |
| NSÍ Runavík       | 2:2 pd. (k. 5:4) | AB Argir      |
| ÍF Fuglafjørður   | 3:3 pd. (k. 8:9) | Víkingur Gøta |

| 21 kwietnia 2015 | FF Giza/FC Hoyvík                         | 1:4   | HB Tórshavn                                                                         |                                                                                           |
| 18:00 WEST       | Ahmed Keita 9'                            | (1:0) | 61' Arnbjørn Hansen · 66' Gunnar Haraldsen · 82' Fróði Benjaminsen · 90' Rógvi Holm | Gundadalur (niðari vøllur), Thorshavn Widzów: 200 Sędzia: Kári á Høvdanum (Víkingur Gøta) |
| 18:00 WEST       | 56' Fróði Benjaminsen · 72' Teit Jacobsen | (1:0) |                                                                                     | Gundadalur (niðari vøllur), Thorshavn Widzów: 200 Sędzia: Kári á Høvdanum (Víkingur Gøta) |

| 22 kwietnia 2015 | B36 Tórshavn                                                       | 4:0   | EB/Streymur   |                                                                                    |
| 18:00 WEST       | Łukasz Cieślewicz 4', 15' · Jákup á Borg 32' (k.) · Odmar Færø 85' | (3:0) |               | Gundadalur (ovari vøllur), Thorshavn Widzów: 300 Sędzia: Alex Troleis (B68 Toftir) |
| 18:00 WEST       | Hans Pauli Samuelsen 59'                                           | (3:0) | 61' Rói Olsen | Gundadalur (ovari vøllur), Thorshavn Widzów: 300 Sędzia: Alex Troleis (B68 Toftir) |

| 22 kwietnia 2015 | NSÍ Runavík                                                                                              | 2:2 (pd.)               | AB Argir                                                                                             |                                                                      |
| 18:30 WEST       | Klæmint Olsen 105' (k.) · Haraldur Højgaard 115'                                                         | (0:0, 0:0, 2:2, k. 5:4) | 110' Heðin Stenberg · 111' Jógvan Andrias Nolsøe                                                     | við Løkin, Runavík Widzów: 266 Sędzia: Petur Reinert (Víkingur Gøta) |
| 18:30 WEST       | Haraldur Højgaard 71' · Johan Jacobsen 105'                                                              | (0:0, 0:0, 2:2, k. 5:4) | 72' Mikkjal Hentze                                                                                   | við Løkin, Runavík Widzów: 266 Sędzia: Petur Reinert (Víkingur Gøta) |
| 18:30 WEST       | · Klæmint Olsen · Meinhard Olsen · Einar Tróndargjógv · Pól Jóhannus Justinussen · Jann Martin Mortensen | Rzuty karne             | · Jógvan Skeel Nolsøe · Magnus Egilsson · Álvur Christiansen · Dmitrije Jankoviv · Kristin Mouritsen | við Løkin, Runavík Widzów: 266 Sędzia: Petur Reinert (Víkingur Gøta) |

| 22 kwietnia 2015 | ÍF Fuglafjørður | 3:3 (pd.)               | Víkingur Gøta |                                                               |
| 18:30 WEST       | Nenad Sarić 61' · Bartal Eliasen 90' · Ari Ellingsgaard 94' | (0:2, 2:2, 3:3, k. 8:9) | 18' Gunnar Vatnhamar · 34' Atli Gregersen · 120' Heðin Hansen | í Fløtugerði, Fuglafjørður Sędzia: Eiler Rasmussen (AB Argir) |
| 18:30 WEST       | Ari Ellingsgaard 21' · Bartal Eliasen 117' | (0:2, 2:2, 3:3, k. 8:9) | 44' Atli Gregersen · 2' Dánjal Pauli Lervig · 117' Erling Jacobsen | í Fløtugerði, Fuglafjørður Sędzia: Eiler Rasmussen (AB Argir) |
| 18:30 WEST       | · Frank Poulsen · Bartal Eliasen · Ari Ellingsgaard · Leivur Joensen · Clayton Soares · Kristoffur Jakobsen · Áki Petersen · Karl Løkin · Poul Mikkelsen · Nenad Sarić | Rzuty karne             | · Súni Olsen · Hanus Jacobsen · Sølvi Vatnhamar · Finnur Justinussen · Bárður Hansen · Heðin Hansen · Erling Jacobsen · Andreas Lava Olsen · Gunnar Vatnhamar · Túri Géza Tamas | í Fløtugerði, Fuglafjørður Sędzia: Eiler Rasmussen (AB Argir) |

### Półfinały
| Drużyna 1                            | Wynik dwumeczu | Drużyna 2    | Pierwszy mecz | Drugi mecz |
| ------------------------------------ | -------------- | ------------ | ------------- | ---------- |
| NSÍ Runavík                          | 2–0            | HB Tórshavn  | 1:0           | 1:0        |
| Víkingur Gøta                        | 2–1            | B36 Tórshavn | 0:1           | 2:0        |
| Po lewej gospodarz pierwszego meczu. |                |              |               |            |

#### Pierwsze mecze
| 21 maja 2015 | NSÍ Runavík            | 1:0   | HB Tórshavn                                   |                                                                      |
| 18:30 WEST   | Klæmint Olsen 79' (k.) | (0:0) |                                               | Við Løkin, Runavík Widzów: 600 Sędzia: Petur Reinert (Víkingur Gøta) |
| 18:30 WEST   | Klæmint Olsen 90'      | (0:0) | 26' Jógvan Rói Davidsen · 79' Símun Samuelsen | Við Løkin, Runavík Widzów: 600 Sędzia: Petur Reinert (Víkingur Gøta) |

| 21 maja 2015 | Víkingur Gøta                                 | 0:1   | B36 Tórshavn                       |                                                          |
| 19:00 WEST   |                                               | (0:1) | 18' Gestur Dam                     | Serpugerði, Norðragøta Sędzia: Lars Müller (Royn Hvalba) |
| 19:00 WEST   | Finnur Justinussen 45' · Gunnar Vatnhamar 64' | (0:1) | 33' Jákup á Borg · 57' Eli Nielsen | Serpugerði, Norðragøta Sędzia: Lars Müller (Royn Hvalba) |

#### Rewanże
| 3 czerwca 2015 | B36 Tórshavn                                               | 0:2   | Víkingur Gøta                                                                         |                                                                                          |
| 18:30 WEST     |                                                            | (0:1) | 4' Bárður Hansen · 86' Filip Đorđević                                                 | Gundadalur (ovari vøllur), Thorshavn Widzów: 800 Sędzia: Páll Augustinussen (FC Suðuroy) |
| 18:30 WEST     | Róaldur Jakobsen 56' · Tórður Thomsen 82' · Odmar Færø 88' | (0:1) | 40' Hans Jørgen Djurhuus · 81' Hanus Jacobsen · 86' Filip Đorđević · 87' Heðin Hansen | Gundadalur (ovari vøllur), Thorshavn Widzów: 800 Sędzia: Páll Augustinussen (FC Suðuroy) |

| 4 czerwca 2015 | HB Tórshavn           | 0:1   | NSÍ Runavík            |                                                                         |
| 18:00 WEST     |                       | (0:0) | 80' Árni Frederiksberg | Gundadalur (ovari vøllur), Thorshavn Sędzia: Eiler Rasmussen (AB Argir) |
| 18:00 WEST     | Símun Samuelsen 90+4' | (0:0) | 54' Einar Tróndargjógv | Gundadalur (ovari vøllur), Thorshavn Sędzia: Eiler Rasmussen (AB Argir) |

## Finał
| 29 sierpnia 2015 19:45 WEST | Víkingur Gøta · Súni Olsen 10' · Gert Aage Hansen 32' · Heðin Hansen 58'  | 3:0(2:0)Raport | NSÍ Runavík                      | Tórsvøllur, Thorshavn Widzów: 3367 Sędzia: Eiler Rasmussen (AB Argir) |
|                             | kartki: · Heðin Hansen 42' · Sølvi Vatnhamar 52' · Finnur Justinussen 84' |                | kartki: · 38' Árni Frederiksberg |                                                                       |

| Víkingur Gøta        |    |                         |
|                      |    |                         |
| BR                   | 1  | Túri Géza Tamas         |
| OB                   | 3  | Hanus Jacobsen          |
| OB                   | 4  | Atli Gregersen          |
| OB                   | 13 | Erling Jacobsen         |
| OB                   | 21 | Gert Aage Hansen        |
| PO                   | 6  | Sámal Jákup Joensen     |
| PO                   | 7  | Súni Olsen 75'          |
| PO                   | 8  | Heðin Hansen 42' 85'    |
| PO                   | 10 | Sølvi Vatnhamar 52'     |
| PO                   | 24 | Gunnar Vatnhamar 83'    |
| NA                   | 17 | Finnur Justinussen 84'  |
| Rezerwowi:           |    |                         |
| BR                   | 27 | Elias Rasmussen         |
| OB                   | 5  | Dánjal Pauli Lervig 85' |
| PO                   | 14 | Magnus Jarnskor         |
| PO                   | 15 | Jákup V. Olsen          |
| NA                   | 2  | Andreas Lava Olsen      |
| NA                   | 9  | Filip Djordjević 83'    |
| NA                   | 23 | Páll M. Joensen 75'     |
| Trener:              |    |                         |
| Sigfríður Clementsen |    |                         |

| NSÍ Runavík      |    |                              |
|                  |    |                              |
| BR               | 1  | András Gángó                 |
| OB               | 3  | Monrad H. Jacobsen           |
| OB               | 4  | Jens Joensen                 |
| OB               | 12 | Einar Tróndargjógv           |
| OB               | 20 | Hákun Edmundsson 51'         |
| PO               | 7  | Jann Martin Mortensen 64'    |
| PO               | 9  | Jonleif Højgaard             |
| PO               | 11 | Árni Frederiksberg 38'       |
| PO               | 13 | Pól Jóhannus Justinussen     |
| PO               | 15 | Johan Jacobsen 46'           |
| NA               | 10 | Klæmint Olsen                |
| Rezerwowi:       |    |                              |
| BR               | 29 | Karstin Hansen               |
| OB               | 2  | Per Langgaard                |
| PO               | 8  | Michal Przybylski            |
| PO               | 16 | Petur Knudsen                |
| PO               | 19 | Haraldur R. Højgaard 51'     |
| NA               | 17 | Jónhard Frederiksberg 64'    |
| NA               | 23 | Christian Høgni Jacobsen 46' |
| Trener:          |    |                              |
| Trygvi Mortensen |    |                              |

| Zdobywca Pucharu Wysp Owczych 2015 |
| Víkingur Gøta 5. tytuł             |
| ---------------------------------- |